# География Украины

Карта Украины

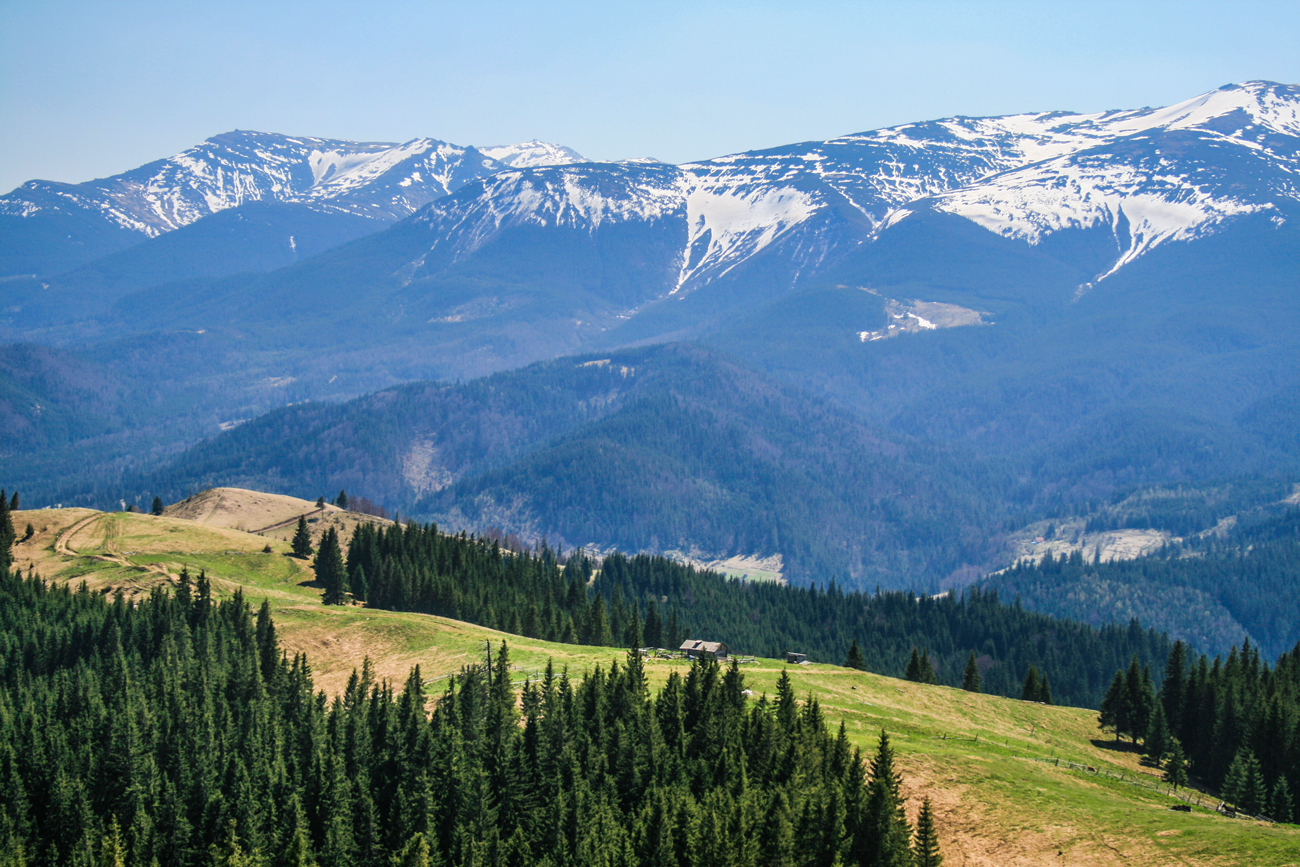
Украинские Карпаты

География Украины — часть страноведения, которая изучает природные условия и территориальную организацию общества в пределах Украины. Основными разделами является физическая и социально-экономическая география Украины.

## Общие данные
Площадь Украины в международно признанных границах — 603, тыс. км².
Протяжённость сухопутных границ — 5643,982 км.
Протяжённость морских границ — 1355 км (по Чёрному морю — 1056,5 км; по Азовскому морю — 249,5 км; по Керченскому проливу — 49 км).
Протяженность: с запада на восток — 1316 км, с севера на юг — 893 км.
Крайние точки: на севере — село Гремяч (Черниговская область), на юге — мыс Сарыч в Севастопольском регионе, на западе — г. Чоп (Закарпатская область), на востоке — село Ранняя Зоря (Луганская область).
Соседние государства (по суше): Румыния, Молдова — на юго-западе, Венгрия, Словакия, Польша — на западе, Белоруссия — на севере, Россия — на востоке, северо- и юго-востоке Украины.

## Рельеф поверхности
- большая часть поверхности страны расположена в пределах Восточно-Европейской равнины (95 % площади), на которой в пределах Украины расположены:
  - низменности: Полесская — на севере, Приднепровская — в центре страны, Причерноморская — на юге;
  - возвышенности: Волынская, Подольская, Приднепровская, Товтры — на западе, Словечанско-Овручский кряж — на севере, Донецкий кряж и Приазовская возвышенность — на юго-востоке;
- небольшую часть страны занимают горы (3 % площади): Украинские Карпаты (высота до 2061 м), Крымские горы (высота до 1545 м).

## Физико-географическое районирование

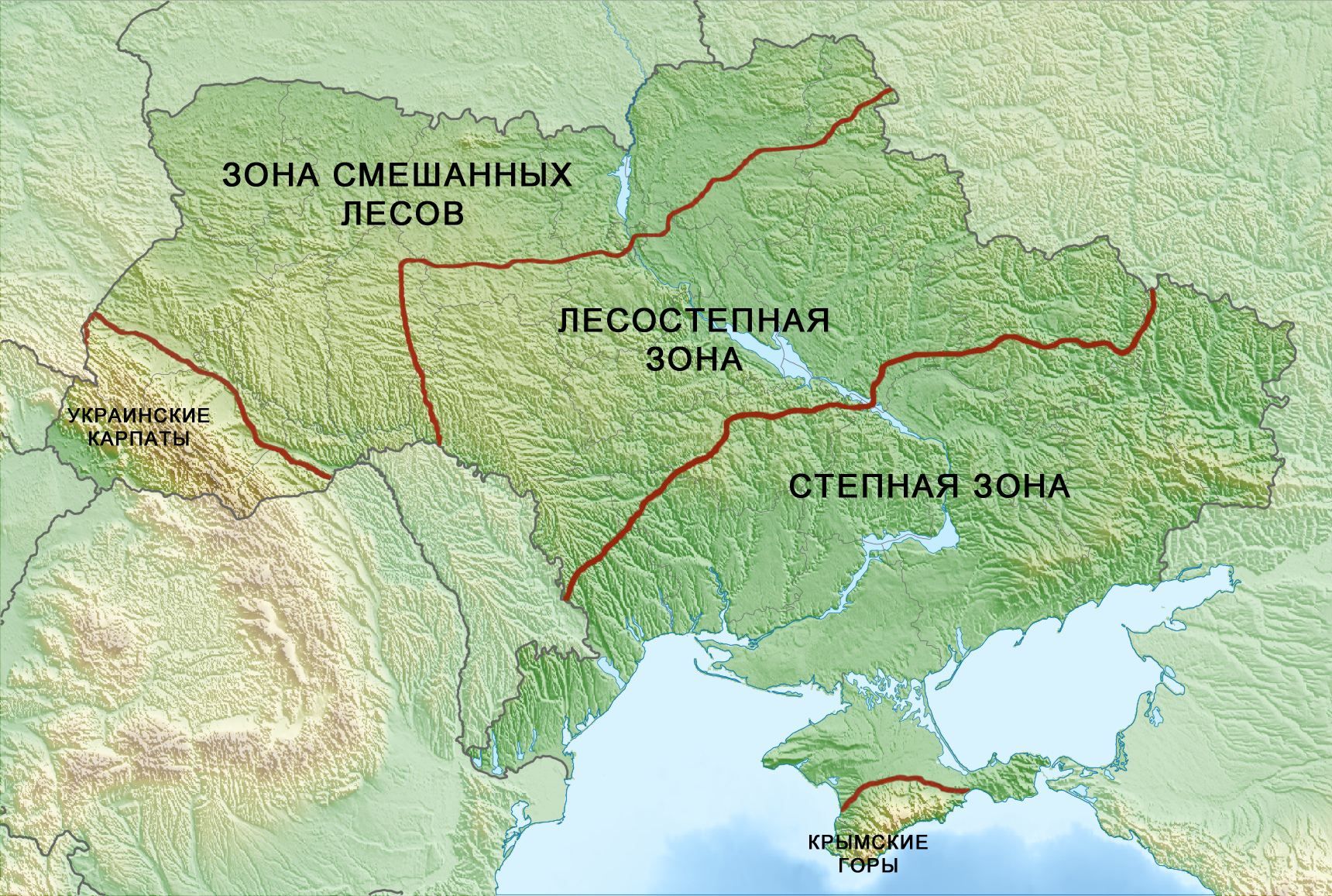
Физико-географическое районирование Украины, включая Крым.

## Климат
Климат всей страны умеренно континентальный.
Годовое количество осадков: равнина — 300—700 мм, Украинские Карпаты — свыше 1500 мм.
Температура воздуха: средняя многогодовая температура воздуха: января −1…-6 °C, июля +18…+23 °C.

## Крупнейшие реки
По протяженности на территории Украины, км:
- Днепр 1121
- Днестр 925
- Южный Буг 806
- Северский Донец 700
- Горынь 577
- Десна 575
- Ингулец 549
- Псёл 520
- Случь 451
- Стыр 424
- Западный Буг 401
- Орель 346

## Крупнейшие озера и лиманы
По площади, км²:
- Озера[6]:
  - Ялпуг 149
  - Кагул (озеро) 90
  - Кугурлуй 82
  - Катлабух 68
- Лиманы[6]:
  - Днепровский лиман 800
  - Утлюкский лиман 700
  - Днестровский лиман 360
  - Сасык (Одесская область) 210
  - Молочный лиман 168
  - Бугский лиман 162
  - Тилигульский лиман 70—150
  - Хаджибейский лиман 70
  - Куяльницкий лиман 56—60

## Наибольшие горные вершины
По высоте, м над уровнем моря:
- Украинские Карпаты:
  - Говерла 2060,8[9]
  - Бребенескуль 2035,8[9]
  - Чёрная Гора 2020,2 м[9]
  - Петрос 2020,2[10]
  - Гутин Томнатек 2016,4[9]
  - Ребра 2001,1[9]

В равнинной части страны самой высокой является гора Берда (515 м), самая высокая точка левобережной равнинной части — Могила Мечетная (367,1 м).

## Метеоритные кратеры
На данный момент на территории Украины обнаружено восемь ударных кратеров, образовавшихся в результате падения космических тел.
Все кратеры, за исключением Ильинецкого, являются погребёнными, то есть скрыты под толщей осадочных пород, и были установлены и изучены по кернам скважин.
- Болтышский кратер (Кировоградская область) — диаметр 25 км, возраст — 100 млн лет
- Ильинецкий кратер (Винницкая область) — диаметр 300 м, возраст — 400 млн лет
- Западный — диаметр 4 км, возраст 115 млн лет
- Зеленогайский кратер — диаметр 2,5 км, возраст — 120 млн лет
- Оболонский кратер (Полтавская обл.) — диаметр — 20 км, возраст — 169 ± 7 млн лет
- Ротмистровский кратер — диаметр — 2,7 км, возраст — 140 млн лет
- Терновский кратер — диаметр — 12 км, возраст — 280 млн лет
- Белиловский кратер — диаметр — 6,2 км, возраст — 166 ± 10 млн лет

### Комментарии
1. 1 2 3 4 5  С учётом Крыма и Севастополя
2. ↑  Бо́льшая часть Крымского полуострова  является объектом территориальных разногласий между Россией, контролирующей спорную территорию, и Украиной, в пределах признанных большинством государств — членов ООН границ которой спорная территория находится.